# Le placard
Le placard (en España, Salir del armario; en Argentina, El placard) es una película francesa del año 2001 dirigida por Francis Veber.

## Sinopsis
François Pignon (Daniel Auteuil) es un aburrido contable de una fábrica de condones y otros productos de caucho en la que ha trabajado durante veinte años ignorado por la jefa de su departamento (Michèle Laroque), vejado por el jefe de personal (Gérard Depardieu) y marginado por todos sus compañeros. Al parecer, también su timidez y su escasa iniciativa han provocado que su esposa (Alexandra Vandernoot) lo abandone, y que su hijo, adolescente, se aparte de él. 
Un día, François Pignon recibe la desagradable noticia de que será despedido por una reducción de personal, pero un vecino desconocido e inesperado (Michel Aumont) le sugiere un modo de evitar el despido: si hace ver que es homosexual, la empresa no lo echará para evitar ser acusada de discriminación. Después de la declaración la vida de Francois toma un giro radical: su hijo comienza a buscarlo, mejora en su trabajo y vuelve a ser feliz.
El jefe de personal es internado en un hospital psiquiátrico, después de tener una pelea con Francois. El gerente decide traerlo de vuelta a la fábrica después de que Francois lo convenciera. Después de la fiesta, Francois se queda en la fábrica cuando la señorita Bertand, su jefa, le da las gracias por haber convencido al gerente de no despedirla por supuesto acoso. Francois le comenta que no necesita agradecerle y Bertand le pregunta que cómo lo puede hacer, a lo que Francois contesta: "Convencerme de que no soy un fracaso, aunque le va a costar". Bertand le dice que hará lo posible. Francois le confiesa que al día siguiente se reunira con su esposa para hablar sobre su supuesta homosexualidad y que lo ha remplazado varias veces, la señorita Bertand le pregunta si no ha tenido aventuras a lo que Francois contesta que no le interesan otras mujeres. Al oír esto Bertand le dice que no es bueno porque a las mujeres les excita la soledad y le da un beso. Tras esto, Francois y Bertand hacen el amor sobre una de las máquinas empacadoras, siendo observados por el gerente. Días después Francois es confrontado por el gerente, y para su sorpresa no es despedido, al gerente le ha parecido tan inteligente la jugada de Francois que decide que se quede por su inteligencia.

## Reparto
- Daniel Auteuil: François Pignon, contable que puede ser despedido

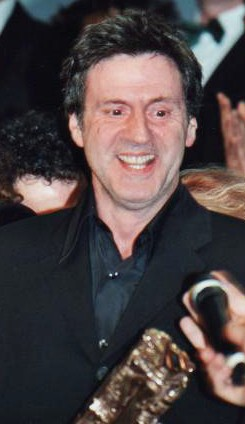
Daniel Auteuil en la edición del 2000 de los Premios César.

- Gérard Depardieu: Félix Santini, jefe de personal
- Michèle Laroque: la Señorita Bertrand, jefa de contabilidad

- Jean Rochefort: Kopel, director de la fábrica
- Thierry Lhermitte (n. 1952): Guillaume, miembro del cuadro de dirección de la fábrica

- Edgar Givry (n. 1953): Matthieu, miembro del cuadro de dirección
- Thierry Ashanti: Victor, miembro del cuadro de dirección
- Philippe Brigaud (n. 1933): Lambert, miembro del cuadro de dirección
- Michel Aumont (n. 1936): Jean-Pierre Belone, vecino nuevo de François Pignon que fue psicólogo de empresa y le da consejo
- Alexandra Vandernoot: Christine, que era esposa de François Pignon
- Laurent Gamelon (n. 1960): Alba, empleado de almacén
- Vincent Moscato: Ponce, empleado de almacén

- Stanislas Forlani Crevillén (n. 1982): Frank, hijo de François Pignon
- Dominique Thomas (n. 1961): trabajador de la mudanza del vecino nuevo
- Armelle Deutsch (n. 1979): ayudante de contabilidad

- Marianne Groves (n. 1964): Suzanne, secretaria del director
- Irina Ninova (n. 1976): Martine, secretaria del director
- Michèle Garcia: Agnès, esposa del jefe de personal Félix Santini
- Luq Hamet (n. 1963): Moreau, jefe de publicidad, que propone que François Pignon represente a la empresa en una carroza el Día del Orgullo Gay

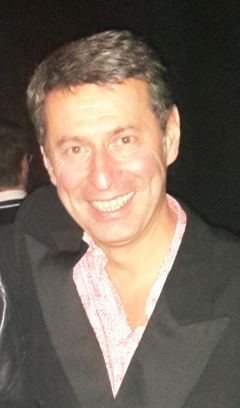
Luq Hamet (foto del 2015).

- Philippe Vieux (n. 1967): guardia de tráfico que para a François Pignon por una infracción que ha cometido por ir metido en sus pensamientos
- Michel Caccia: sumiller del restaurante en el que han quedado para cenar François Pignon y la que era su esposa